# Oranje vlekpedaalmot
De oranje vlekpedaalmot (Argyresthia abdominalis) is een vlinder uit de familie van de pedaalmotten (Argyresthiidae). De wetenschappelijke naam van de soort werd in 1839 gepubliceerd door Zeller.